# Reprezentacja Korei Południowej na Mistrzostwach Świata w Wioślarstwie 2009
Reprezentacja Korei Południowej na Mistrzostwach Świata w Wioślarstwie 2009 liczyła 4 sportowców. Najlepszym wynikiem było 15. miejsce w dwójce podwójnej wagi lekkiej kobiet.

## Medale

### Złote medale
Brak

### Srebrne medale
Brak

### Brązowe medale
Brak

## Wyniki

### Konkurencje kobiet
- jedynka (W1x): Shin Yeong-eun – 17. miejsce
- jedynka wagi lekkiej (LW1x): Ji Yoo-jin – 17. miejsce
- dwójka podwójna wagi lekkiej (LW2x): Kim Sol-ji, Kim Myung-shin – 15. miejsce